# فاينل فانتسي 13
فاينل فانتسي 13 (بالإنجليزية: Final Fantasy XIII)، هي لعبة تقمص الأدوار لمنصات الألعاب تطورها شركة سكوير إنكس اليابانية. وهي الجزء الرئيسي الثالث عشر في السلسلة الشهيرة فاينل فانتسي. تعمل اللعبة على أجهزة البلاي ستيشن 3 وإكس بوكس 360 . أول ظهور للعبة كان في العام 2006 في معرض E3. اللعبة تتميز بعناصرها المستقبلية، حيث تجري أحداثها في عالم متطور تكنولوجياً.
صدرت اللعبة في اليابان في 17 ديسمبر 2009. وصدرت في أوروبا وشمال أمريكا في 21 مارس عام 2010 
فاينل فانتسي XIII هي الإصدار الرئيسي في مجموعة فابولا نوفا كريسستاليس فاينل فانتسي

## أحداث اللعبة
اما قصة الجزء الثالث عشر من السلسلة فهى بكل بساطة تبدا في القطار لايتننق مع زاش والحراس قادمون للتفتيش فيقومن بضربهم حتى يسقط القطار واعضاء فريق نورا الاخرين وقائدهم سنو يصدون قوات كوكون الحكومية ويطلبون العون من المواطنين الابرياء فتقوم سيدة ولها ابن وحيد باخذ السلاح وفي إحدى المعارك يسقط الجسر وتتعلق بسنو وطبيعى ان تفلتة وتموت ويرى ابنها هوب الامر فيحقد على سنو ويقرر الانتقام باى وسيلة وياخذ سنو على عاتقة حماية هوب ورعايتة وتقوم فانيل بمواساتة وتكون لة اختا كبرى وزاش فقد ابنة ولايتننق لها اخت اسمها سارا هي زوجة سنو ولكن فجاة يكون هنالك علامات على جسم سارة ويقرر سنو حمايتها ولكن الفالاسيل ياخذها في قلبة ويمتصها وتتغير حالتها من البشر إلى كرستالة في النهاية ويبتدا القصة في مجاولة الفريق انقاذها واعادتها ويصابون هم كذالك بهذا المرض مما يرسم وشما على اجسامهم واذرعهم وفخوذهم وبعد مدة تتحول هذة الرسومات والزخارف والوشم إلى وحوش الاستدعاء وتظطر مع الاسف كما في الجزء السابق لمحاربتها لكى تنظم اليك.

### الشخصيات الرئيسية
- لايتنينغ (Lightning):

اسمها الحقيقي: كلير فارون (Claire Farron)
جندية سابقة في جيش كوكون(المدينة التي تدور أحداث اللعبة فيها)،و هي فتاة ذات شعر أحمر فاتح وطويل، وطولها 1.70 متر. تتميز بالغموض وبشخصيتها الباردة. ولايتنينغ هو لقبها، أما اسمها الحقيقي فقد تخلت عنه بعد وفاة والديها. لايتنينغ أصبحت عضوة في منظمة تسمى Team Nora (تيم نورا أي "فريق نورا")، هذه المنظمة مناهضة لمدينة كوكون.
- سنو فيليارس (Snow Villiers):

سنو هو أحد الشخصيات الرئيسية القابلة للعب بها، وهو رئيس منظمة Team Nora.
- أوروبا ديا فانيل (Oerba Dia Vanille):

فانيل شابة صغيرة ذات شعر أحمر وتعيش في Pulse (العالم السفلي في فاينل فانتسي XIII).
- هوب إستهايم (Hope Estheim):

هو صبى صغير قتلت امه في المعارك بين المقاومة والقوات الحكومية عندما كانت تقاتلهم ويلوم Snow بموت امه.
- ساز كاتسروي (Sazh Katzory):

هو محارب يستخدم المسدسات وفقد ابنة في السوق وأصبح كسارة كرستالة.
- أوروبا يون فانغ Oerba Yun Fang:

فانغ هي امراة مع المقاومة ولكنها تساعد ضابطا شابا في القوات الحكومية ويخونها بالنهاية ويتم هزيمتة من قبل الفريق في أول مرحلة من الرحلة لمدينة ايدن ولكنة يقوم يتفجير نفسة مع الوحوش.
وحوش الاستدعاء في اللعبة:
- أودين (Odin):
هو المحارب الذي تستدعيه لايتنينغ، وهو محارب يستخدم السيف والدرع في القتال ويستطيع ان يتحول الي حصان، وعنصره هو البرق.
- الأخوات شيفا (Shiva Sisters):
هما عبارة عن توأمان يستطيع ان يستدعيهما سنو، يستطيعان ان يتحولا الي دراجة نارية، وعنصرهما هو الثلج.
- هيكاتونخير (Hecatoncheir):
هو عبارة عن وحش متعدد اليدين وفانيل هي الوحيدة التي قابلة على استدعائه، يستطيع ان يتحول الي آلة كهربائية تحتوي على أسلحة نارية، وعنصره هو الأرض.
- برونهيلدر (Brynhildr):
هي الوحش التي يستدعيها ساز، قادرة على التحول إلى سيارة رياضية، عنصرها هو النار.
- اليكساندر (Alexander) :
هو وحش عملاق يستدعيه هوب، يستطيع ان يتحول إلى قلعة، وعنصره هو الضوء.
- بهموت (Bahamut):
هو وحش مأخوذ من الاساطير العربية تستطيع ان تستدعيه فانغ، قادر على التحول إلى تنين وليس لديه عنصر محدد.

## وصلات خارجية
- فاينل فانتسي 13 على موقع IMDb (الإنجليزية)
- Final Fantasy XIII الموقع الرسمي للعبة باللغة اليابانية
- Final Fantasy XIII الموقع الرسمي لشمال أمريكا
- Final Fantasy XIII الموقع الرسمي لأوروبا[وصلة مكسورة]